# Forever Still
Forever Still ist eine dänische Alternative-Metal-Band, die 2010 in Kopenhagen gegründet wurde.

## Geschichte
Forever Still wurde 2010 in Kopenhagen gegründet. Drei Jahre nach der Gründung erschien die erste EP, Breaking Free, 2014 die darauffolgende. Was Frontfrau Maja Shining und Multiinstrumentalist Mikkel Haastrup bisher erreicht haben, ist komplett aus eigener Hand geschaffen, über Jahre buchten sie ihre Touren selbst, schossen allein ihre Bandfotos, produzierten und mixten die Songs, mit Flemming Rasmussen der unter anderem schon für Metallica Alben produziert hat, und drehten eigene Musikvideos.
2015 mit der EP Save Me absolvierte die Band in Großbritannien ihre erste Headliner-Tour. Im Anschluss wurde das Debütalbum Tied Down veröffentlicht. Im August 2016 unterschrieb die Band einen weltweiten Vertrag mit Nuclear Blast. Das Album wurde darauf noch einmal durch das Label veröffentlicht. Im Oktober und November 2016 tourte Forever Still mit der italienischen Metalband Lacuna Coil durch Europa. Im Frühjahr 2017 folgte eine Tour mit Children of Bodom. Bereits 2018 hat die Band an ihrem zweiten Studioalbum gearbeitet, das mit Veröffentlichung der Single Rew1nd am 25. Januar 2019 für März 2019 angekündigt wurde. Am 29. März 2019 erschien dann Breathe in Colours, erneut via Nuclear Blast. Alle Videoproduktionen zu Breathe in Colours (mit Ausnahme des Coversongs zu Perfect Day) entstanden im Raum Schwerte und Hagen, in Zusammenarbeit mit der Ruhrakademie und den Filmemachern Daniel Jäger und Florian Schlotzhauer. Im Herbst 2019 begleitete Forever Still die Schweizer Progressive-Metal-Band Cellar Darling (ehem. Mitglieder von Eluveitie) durch Europa sowie die deutsche Metalband Beyond the Black auf dem skandinavischen Teil der Europatournee. Im September wurde bekannt, dass sie neben Leaves’ Eyes und Sirenia an der Female Metal Voices Tour 2019 teilnehmen.

## Diskografie

### EPs
- 2013: Breaking Free
- 2014: Scars
- 2015: Save Me

### Alben
- 2016: Tied Down
- 2019: Breathe in Colours

### Singles
- 2014: Scars
- 2015: Awake the Fire
- 2019: Rewind
- 2019: Breathe in Colours
- 2019: Is It Gone?
- 2019: Perfect Day (Coverversion, Original: Lou Reed)